# Герб комуни Грумс
Герб комуни Грумс (швед. Grums kommunvapen) — символ шведської адміністративно-територіальної одиниці місцевого самоврядування комуни Грумс. 

## Історія
Герб торговельного містечка (чепінга) Грумс отримав королівське затвердження 1951 року. 
Після адміністративно-територіальної реформи, проведеної в Швеції на початку 1970-х років, муніципальні герби стали використовуватися лишень комунами. Цей герб 1971 року був перебраний для нової комуни Грумс.
Герб комуни офіційно зареєстровано 1974 року.

## Опис (блазон)
У синьому полі срібна церква, у срібній главі три сині круглі пилки в один ряд. 

## Зміст
Церква була зображена на печатці гераду (територіальної сотні) Грумс з 1617 року. Круглі пилки означають деревообробну промисловість.